# 特許法
特許法（とっきょほう、昭和34年4月13日法律第121号）は、「発明の保護及び利用を図ることにより、発明を奨励し、もって産業の発達に寄与すること」（同法1条）を目的とする日本の法律である。
法令番号は昭和34年法律第121号、1959年（昭和34年）4月13日に公布された。

## 主務官庁
- 特許庁総務部秘書課
- 特許庁審査第一部調整課

## 特許法の意義
特許法の目的は、第1条に謳われているように、「産業の発達」である。この目的を達成するための手段として、発明の保護と利用を制度として定めることが、この法律の存在意義といえる。
せっかくの発明を模倣されてしまえば、開発に要した経済的及び時間的コストを回収することができず、発明するだけ損になってしまう。このようなことでは産業界から発明をしようという意欲が失われ、日本の産業は衰退しかねない。そこで、額に汗したものが適切な利益を得られるよう、本来は形を持たない「発明」に対する権利を、物権類似の特許権として人為的に保護する（この点で、特許法は民法の特別法である）ことで、産業活動を奨励ないし刺激するものである（発明奨励機能）。
また別の観点では、発明の内容を社会に公開させるためのものともいえる（特許出願された発明の内容は公開されることになっている）。発明者が他者の模倣を恐れて発明内容を秘密にしたのでは、たとえそれがどんなに素晴らしいものだったとしても、その発明が産業・社会に活かされることはなく、いわば「死んで」しまう。これでは産業の発達には程遠い。そこで、特許権による保護を代償として、発明者に対して発明内容の公開を求めるものである（公開代償機能）。
この議論からも分かるように、特許法は単に発明者を保護するためだけのものではない。発明者に対して適切な保護を与えることは勿論だが、それのみならず、発明の利用を通じて産業の発達につなげることをも考慮した、産業振興施策の一形態が特許制度であり、特許法はそのような施策をバランスよく実施するための法律だといえる。

## 特許法の歴史
日本で最初に制定された特許法は、西暦1871年（明治4年）5月25日（旧暦4月7日）に定められた「専売略規則」（太政官）である。発明者に15年ないし7年の専売権をあたえた。但し、当時の日本ではこの規則を運用するだけの知識も経験もなく、さらに近代科学や先端技術に通じる発明がなされるということ自体平賀源内のエレキテルなどを含め極々一部の蘭学者しか知るところでなく極めて稀だったこともあり、1年で施行中止に追いこまれ、明治5年（1872年）3月29日付太政官布告で廃止されてしまった。
現在まで続く日本の特許制度の基となったのは、1885年（明治18年）4月18日に定められ、7月1日施行の「専売特許条例」である（太政官布告）。8月14日に初めて7件の特許を許可した。その後、新たな改正が何度か行われた。特許法が1899年3月2日、公布され、7月1日、施行された。現行の特許法は1959年（昭和34年）4月13日公布され、1960年4月1日施行されたものであり、その後数度の一部改正を経て現在に至っている。

### 近年の特許法
近年（平成以降）の主な法改正は、以下の通りである。

#### 2023年（令和5年）度特許法改正[1]
国際郵便引受停止等の停止に伴う公示送達を導入した。
出願審査請求料の減免制度を見直した。

#### 2021年（令和3年）度特許法改正[2]
審判の口頭審理等においてウェブ会議システムを導入した。
特許料等の支払方法を拡充し、特許印紙で予納する制度を廃止した。
特許権の訂正審判等における通常実施権者の承諾要件を見直した。
特許権侵害訴訟において第三者意見募集制度を導入した。

#### 2019年（令和元年）度特許法改正
特許侵害訴訟において、専門家が現地を調査する手続き（査証）を創設した。
損害賠償において、ライセンス料相当額について見直した。

#### 2017年（平成29年）度特許法改正
職務発明制度が改正され、職務発明の場合には、特許を受ける権利は初めから法人に帰属するとされた。

#### 2014年（平成26年）度特許法改正
1. 特許異議申立ての復活
  - 平成15年改正前と比較した主な相違点に、審理方式が書面審理に限定されたこと、訂正の請求があったときの異議申立人への意見書提出機会の付与、訂正の請求の範囲・決定の確定の範囲の規定の導入がある。
  - 特許無効審判を請求できる者は利害関係者（特定の無効理由ではさらに制限される）に戻された。
2. 救済措置の拡大

#### 2011年（平成23年）度特許法改正
1. ライセンス契約の保護の強化
  - 事業の安定性を確保するため、企業が社外の技術を活用するために必要なライセンス契約の保護を強化する。
2. 共同研究等の成果に関する発明者の適切な保護
  - 企業や大学等で一般化している共同研究・共同開発の成果を適切に保護する。
3. ユーザーの利便性向上
  - 中小企業等の負担を軽減するため、知的財産制度のユーザーの利便性向上を図る。
4. 紛争の迅速・効率的な解決のための審判制度の見直しの各措置
  - 知的財産を巡る紛争のコストを低減するため、紛争の迅速・効率的な解決を図る。

#### 2008年（平成20年）度特許法改正
1. 通常実施権等登録制度の見直し
2. 不服審判請求期間の拡大
3. 優先権書類の電子的交換の対象国の拡大
4. 特許関係料金・商標関係料金の引下げ
5. 料金納付の口座振替制度の導入
6. その他（信託法改正に伴う改正）

#### 2006年（平成18年）度特許法改正
1. 実施の定義への輸出行為の追加（特許法2条）
2. 技術的特徴の異なる別発明への補正（シフト補正）の禁止（特許法17条の2）
3. 分割制度の乱用防止（特許法17条の2、44条、50条の2等）
4. 分割の時期的制限の緩和（特許法44条）
5. 外国語書面出願の翻訳文提出期間の延長（特許法36条の2）
6. 侵害とみなす行為の態様の追加（特許法101条）
7. 特許料の追納後等に回復した特許権の効力の制限範囲の拡大（特許法112条の3、175条）
8. 罰則の強化（196条、201条）

#### 2004年（平成16年）度特許法改正
1. 実用新案権に基づく特許出願（特許法第46条の2）
  - 以前から実用新案登録出願を特許出願に変更することが可能であった（46条2項）が、出願の変更は実用新案登録出願が特許庁に係属中（すなわち、出願の却下や登録がなされる前）に行わなければならないことから、審査官による審査が行われずに短期間で登録される（実用新案法14条2項）実用新案登録出願を特許出願に変更できる期間はわずかに数ヶ月と短かった（特許庁によれば、実用新案登録出願の平均係属期間は約5ヶ月）。そこで、登録後の実用新案に基づいて特許出願を行うことを認めることにより、実用新案の使い勝手を向上させた。背景には、特許出願の審査滞貨の増大に悩む特許庁が、実体審査が不要な実用新案の利便性を高めて、特許出願を減少させたいという思惑がある。
2. 無効理由による権利行使制限（特許法第104条の3）
  - かつては特許権の侵害訴訟の場で裁判所が特許の有効性を判断することはできず（無効審判で無効にならない限り、有効な特許権として取り扱うしかない）、特許を無効にするためには無効審判の手続によるしかなかった。ところが「キルビー特許事件」の最高裁判決（最高裁平成12年4月11日判決、民集54巻4号1368頁）により、特許権に「明らかな無効理由」が存在すると認められる場合には当該特許権に基づく権利行使は権利の濫用であって許されないと判示され、以後、判例法により侵害訴訟の場において裁判所が特許権に「明らかな無効理由」が存在するかどうかを審理することが可能となった（権利濫用の抗弁）。平成16年改正により、いわば権利濫用の抗弁を条文化する形で、侵害訴訟において裁判所が特許の有効性を判断することを認めた。ただし、最高裁が判示した権利濫用の抗弁とは異なり、無効理由が「明らか」であることは要件としておらず、無効理由があると認めた場合には権利行使ができないものとした。なお、本条によっても侵害裁判所が特許権を対世的に無効とすることはできず、その訴訟において権利行使ができないだけである。
3. 秘密保持命令（特許法第105条の4～第105条の6）、当事者尋問等の公開停止（特許法第105条の7）
  - 特許権に関する訴訟においては、特許の性質上、公開の場で明らかにすることが当事者にとって著しく不利益になる営業秘密に関する事項を審理する必要がある場合が少なくない。一方、そのような理由により当該事項について十分な審理しないことは妥当性を欠く。そこで、特許権侵害訴訟において営業秘密について陳述する必要がある場合には、当事者等に対し裁判所が秘密保持命令を発することができることとするとともに、裁判の公開の原則に対する例外として、当事者に対する尋問等を非公開とすることができることとした。
4. 職務発明における相当の対価の見直し（特許法第35条）
  - 職務発明の予約承継に基づく相当の対価を請求する訴訟が頻発したことを受け、主に産業界からの要望により、相当の対価を規定する勤務規則等を決定したプロセスが不合理と認められる場合にのみ、裁判所が対価を算定するように条文が改められた。しかしながら、プロセスが不合理であるかどうかは結局のところ裁判所が判断するため、訴訟の減少につながるかどうかは疑問が残る。

#### 2003年（平成15年）度特許法改正
1. 特許異議申立てを廃止し無効審判に一本化（特許法第123条）

#### 2002年（平成14年）度特許法改正
1. 実施行為の明確化（特許法第2条3項）
2. 間接侵害規定の拡充（特許法第101条、第102条、第175条）
3. 明細書と請求の範囲の分離（特許法第36条）
4. 国内移行期間の延長（特許法第184条の4、同条の5、同条の9、同条の17）
5. 先行技術文献開示制度の導入（特許法第36条、第48条の7、第49条）
6. PCT規則の留保の撤回（特許法第184条の3）

#### 1999年（平成11年）度特許法改正
1. 審査請求期間の短縮（特許法第48条の3）
2. 訂正請求の見直し（特許法第120条の4（現第120条の5に対応）、第134条（現第134条の2、第134条の3に対応））
3. 審判書記官制度の創設（特許法第144条の2、第147条、第150条、第190条）
4. 特許等の権利侵害に対する救済設置の拡充（特許法第104条の2～第105条の3、第71条、第71条の2）
5. 特許存続期間の延長登録制度の見直し（特許法第67条～第67条の3、第159条）
6. 申請による早期出願公開制度（特許法第64条～第64条の3、第9条、第14条、第17条の3、他）
7. 裁判所と特許庁との侵害事件関連情報の交換（特許法第168条）
8. 新規性阻却事由の拡大（特許法第29条）
9. 新規性喪失の例外規定の適用対象の拡大（特許法第30条、第184条の14）
10. 分割・変更出願に係る手続の簡素化（特許法第44条）
11. 特許料金の引き下げ（特許法第107条）

#### 1998年（平成10年）度特許法改正
1. 特許権等侵害に対する民事上の救済及び刑事罰の見直し（特許法第102条）
2. 願書の記載項目中「発明の名称」の削除（特許法第36条）
3. 先願の地位の見直し（特許法第39条）
4. 優先権書類のデータの交換（特許法第43条）
5. 特許料及び手数料の取扱い（特許法第107条、第195条）
6. 無効審判の審理促進（特許法第131条）
7. 証明書等の請求の規定の見直し（特許法第186条、第66条）

#### 1996年（平成8年）度特許法改正
1. 民事訴訟法の全面見直しに伴う特許法の整備等

#### 1994年（平成6年）度特許法改正
1. TRIPS協定に対応した改正（特許法第67条、第32条、第2条、第90条、第30条、第43条の2）
2. 外国語書面出願制度（特許法第36条の2）
3. 願書に添付する発明を説明する書面についての改正（特許法第36条、第17条の2）
4. 発明の技術的範囲の解釈に関する改正（特許法第70条）
5. 特許権の回復制度（特許法第112条の2）
6. PCT規則の留保の撤回（特許法第184条の4）
7. 特許付与前異議申立制度の廃止と特許付与後異議申立制度への改正（特許法第113条）